# Gzhelium
| ❮ | System      | Subsystem     | Serie                   | Stufe        | ≈ Alter (mya) |
| - | ----------- | ------------- | ----------------------- | ------------ | ------------- |
| ❮ | später      | später        | später                  | später       | jünger        |
| ❮ | K a r b o n | Pennsylvanium | Oberes Pennsylvanium    | Gzhelium     | 298,9 ⬍ 303,7 |
| ❮ | K a r b o n | Pennsylvanium | Oberes Pennsylvanium    | Kasimovium   | 303,7 ⬍ 307   |
| ❮ | K a r b o n | Pennsylvanium | Mittleres Pennsylvanium | Moskovium    | 307 ⬍ 315,2   |
| ❮ | K a r b o n | Pennsylvanium | Unteres Pennsylvanium   | Bashkirium   | 315,2 ⬍ 323,2 |
| ❮ | K a r b o n | Mississippium | Oberes Mississippium    | Serpukhovium | 323,2 ⬍ 330,9 |
| ❮ | K a r b o n | Mississippium | Mittleres Mississippium | Viséum       | 330,9 ⬍ 346,7 |
| ❮ | K a r b o n | Mississippium | Unteres Mississippium   | Tournaisium  | 346,7 ⬍ 358,9 |
| ❮ | früher      | früher        | früher                  | früher       | älter         |

Das Gzhelium (auch Gschel- oder Gsel-Stufe) ist in der Erdgeschichte die oberste chronostratigraphische Stufe des Pennsylvaniums (Karbon). Die Stufe dauerte geochronologisch von etwa 303,7 Millionen bis etwa 298,9 Millionen Jahren. Dem Gzhelium geht das Kasimovium voran, es wird vom Asselium, der untersten Stufe des Perm gefolgt.

## Namensgebung und Geschichte
Das Gzhelium ist nach dem russischen Dorf Gschel (russisch Гжель) bei Ramenskoje unweit von Moskau benannt. Der Name und die Stufe wurden 1890 von Sergei Nikitin (1850–1909) vorgeschlagen.

## Definition und GSSP
Die Basis des Gzheliums liegt nahe dem Erstauftreten der Fusulinen-Gattungen Daixina, Jigulites und Rugosofusulina, oder dem Erstvorkommen der Conodonten-Art Streptognathodus zethus. Das Ende der Stufe ist das Erstauftreten der Conodonten-Art Streptognathodus isolatus innerhalb der Streptognathus "wabaunsensis" Conodonten-Chronocline. 6 m höher im Profil erscheint die Fusulinen-Art Sphaeroschwagerina vulgaris aktjubensis. Ein Referenzprofil (GSSP = Global Stratotype Section and Point) für die Basis des Gzhelium wurde bisher noch nicht festgelegt. Vorgeschlagen ist das Ussolka-(Usolka-)Profil (nach der Ussolka, einem kleinen rechten Nebenfluss der Belaja) ungefähr 120 km südöstlich von Ufa und etwa 60 km nordöstlich von Sterlitamak am nördlichen Rand der Siedlung Krasnoussolski (Baschkortostan, Russland).

## Untergliederung
Das Gzhelium wird in fünf Conodonten-Zonen untergliedert:
- Streptognathodus wabaunsensis/Streptognathodus bellus-Zone
- Streptognathodus simplex-Zone
- Streptognathodus virgilicus-Zone
- Streptognathodus vitali-Zone
- Streptognathodus simulator-Zone